# Каталіна Сандіно Морено
Каталіна Сандіно Морено (*19 квітня 1981, Богота, Колумбія) — колумбійська акторка.

## Вибіркова фільмографія
- 2006 «Париже, я люблю тебе» — Ана
- 2006 «Нація фастфуду» — Сільвія
- 2007 «Кохання під час холери» — Гілдебранда Санчес
- 2008 «Че» — Алейда Марч
- 2014 «Найжорстокіший рік» — Луїза
- 2022-2024 - Ззовні (телесеріал)
- 2025 «Балерина»
- 2026 «The RIP»